# OpenSSH
OpenSSH (Open Secure Shell) é um conjunto de utilitários de rede relacionado à segurança que provém a criptografia em sessões de comunicações em uma rede de computadores usando o protocolo SSH. Foi criado com um código aberto alternativo ao código proprietário da suíte de softwares Secure Shell, oferecido pela SSH Communications Security. OpenSSH foi desenvolvido como parte do projeto OpenBSD, liderado por Theo de Raadt.
O OpenSSH é ocasionalmente confundido com o OpenSSL; entretanto, os projetos têm diferentes soluções para atingir propósitos semelhantes, além de serem desenvolvidos por diferentes desenvolvedores.

## História
A OpenSSH foi criada pela equipe da OpenBSD como uma alternativa ao software original SSH da Tatu Ylönen, que agora é um software proprietário. Os desenvolvedores da OpenSSH clamam que seu programa é mais seguro que o original devido à sua política de produção limpa e o seu código auditado. A palavra open no nome se refere ao quê ele foi baseado no código aberto da Licença BSD. Embora o código fonte esteja disponível para o SSH original, várias restrições são impostas sobre o seu uso e distribuição.
O OpenSSH apareceu pela primeira vez no OpenBSD 2.6 e sua primeira versão portável foi feita em outubro de 1999. O OpenSSH 4.5 foi liberado em 8 de novembro de 2006.

## Características
OpenSSH inclui a habilidade de redirecionamento de portas remotas por TCP em um túnel seguro. Isto é usado no sistema multiplex (dispositivo de rede que permite que dois ou mais sinais sejam enviados por um circuito de comunicação e compartilhem o percurso de transmissão) via conexões TCP em uma única conexão ssh, conexões ocultas, e os protocolos criptografados de outra forma ficariam sem segurança, "driblando" firewalls. Um túnel X Window System pode ser criado automaticamente quando usando o OpenSSH para conectar um host remoto, enquanto outros protocolos, tais como o http e VNC, podem se transferir facilmente.
Além disso, alguns softwares de terceiros incluem suporte para o tunelamento SSH. Eles incluem DistCC, CVS, rsync, e fetchmail. Em alguns sistemas operacionais, sistemas de arquivos remotos podem ser montados (unix) em SSH, usando ferramentas como shfs, lufs, e podfuk.
Um servidor proxy especialmente para SOCKS pode ser criado usando o OpenSSH. Isto permite mais flexibilidade proxying do que é possível numa porta de encaminhamento. Por exemplo, usando apenas o comando:
```
ssh -D1080 user@example.com
```

Um servidor local SOCKS é estabelecido que escuta no "localhost:1080" e encaminha todo o tráfego via o host "example.com".
Começando pela versão 4.3, a OpenSSH implementou uma layer (camada) OSI 2/3, baseada em tunVPN. Ela é a mais flexível com relação às capacidades de tunelamento do OpenSSH, permitindo que aplicações acessem transparentemente os recursos da rede remota sem modificar o uso dos SOCKS.

## Livros
- Michael Stahnke, Pro OpenSSH. ISBN 1-59059-476-2.
- Daniel J. Barrett, Richard E. Silverman, and Robert G. Byrnes, SSH, The Secure Shell: The Definitive Guide, Second Edition. ISBN 0-596-00895-3 (first edition ISBN 0-596-00011-1).

## Ligações Externas
- site oficial da OpenSSHAcessado em 12 de Agosto de 2008.
- versões PortáveisAcessado em 12 de Agosto de 2008.
- Pagina de Darren Tucker da OpenSSHAcessado em 12 de Agosto de 2008.
- Separação dos Privilégios do OpenSSHLink quebrado
- Os 101 Usos do OpenSSH: Parte 1Acessado em 12 de Agosto de 2008.
- Os 101 Usos do OpenSSH: Parte 2Acessado em 12 de Agosto de 2008.
- PKCS#11 correção para OpenSSHAcessado em 12 de Agosto de 2008.
- X.509 correção para o OpenSSHAcessado em 12 de Agosto de 2008.
- OpenSSH com autenticação via chaves RSAAcessado em 12 de Dezembro de 2009.